# 허준
허준(許浚, 1539년 ~ 1615년 10월 9일)은 조선 중기의 의관·의학자이다. 자는 청원(淸源), 호는 구암(龜巖)이고, 본관은 양천이다. 《동의보감》(東醫寶鑑)을 작성하였으며, 동의보감 외에도 선조의 명을 받아 임진왜란 종결 후, 각종 중국 의서와 기존 의서의 복원, 편찬 및 정리에 힘썼다. 그밖에도 한글로 된 의서인 《언해두창집요》(諺解痘瘡集要), 산부인과 관련 의서인 《언해태산집요》(諺解胎産集要), 기본 가정의서인 《언해구급방》(諺解救急方) 등도 집필하였다.

## 생애
그의 출생 년도는 한때 1543년, 1546년으로 알려졌고 1990년대의 한국의 인물 사전에도 그 두 설 중의 하나를 취하였다. 그러나 최립(崔笠)의 문집 저서인 《간이집(簡易集)》이 해석되면서, 여기에 수록된 증송동경 대의 허양평군 환조자의주(贈送同庚大醫許陽平君還朝自義州)에 자신과 동갑이라 언급한 것이 알려져, 2000년 이후에는 1539년생으로 통상 서술하고 있었다 
경기도 장단군 대강면 우근리(현재 조선민주주의인민공화국 장풍군)에서 출생하여 지난날 한때 평안도 용천과 경기도 양천과 경기도 파주를 거쳐 경기도 연천에서 잠시 유아기를 보낸 적이 있다. 그의 고향 경기도 장단군 대강면 우근리라는 곳은 한국 전쟁 이후로 휴전선에 인접하여 가까스로 이북지역이 되어 휴전선 이북 장풍군에 편입된다. 양천 허씨의 시조인 허선문(許宣文)의 20세손으로 할아버지 허곤(許琨)은 무관으로 경상우수사를 지냈고, 허준의 아버지는 용천부사 허론(허논)이었다.

### 의관 출사
1570년(선조 3년) 6월 그의 나이 31세 되던 해 부제학 유희춘(柳希春)의 부인을 치료하기 위해 한성부로 가, 유희춘 부인의 병을 고쳤다. 유희춘이 허준을 언제 처음 만나 알게 되었는지는 알 수 없으나 유희춘은 그해 음력 6월 3일 이조판서 홍담에게 허준을 소개하였다. 1569년 이조판서 홍담(洪曇)과 미암 유희춘의 천거로 내의원에 들어가 궁중 의사, 곧 의관으로서 출사했으며, 1570년에는 유희춘의 병까지 치료하게 되어 한성부 장안에서 고관대작들에게 이름이 알려지면서 명성을 높였다. 허준 관련 전설과 민간 전승, 그리고 이를 소재로 하여 쓰여진 각종 소설과 드라마에서는 그가 의과 급제자로, 1574년 의과에 급제하였다고 묘사하고 있으나, 실제로 의과 급제자 기록인 방목에는 허준의 이름이 없다. 
1572년(선조 5) 당시 종4품 내의원첨정에 재직 중에 있었다는 기록이 최초로 보이며, 1573년에는 정3품 통훈대부와 내의원정에 올랐다. 비록 의과에 응시하지는 않았지만, 그가 동료 의관들보다 뛰어난 의술을 지니고 있었다는 사례라고 할 수 있다. 1578년 9월 허준은 내의원첨정으로 있을 때 당시에 새로 출판된 '신간보주동인유혈침구도경' (新刊補註銅人腧穴鍼灸圖經)을 임금으로부터 선물로 하사받았다.
1578년(선조 11)에는 갑자기 심신이 허약해진 선조임금의 건강이 회복되어 수고로 내의원 책임자와 어의들이 모두 포상을 받았다. 이때 허준은 태의 양예수(楊禮壽)·안덕수(安德秀) 등과 함께 사슴가죽 1장을 선물로 하사받았다. 이후 구안와사에 걸려 입이 돌아간 공빈 김씨의 남동생을 진료하여 완쾌시켰고, 1590년 허준이 왕자 신성군(인빈 김씨의 아들)을 살린 공으로 당상관(정3품 통정대부 이상을 말함)으로 승진했다. 허준이 당상관에 가자(되자) 사헌부, 사간원, 홍문관 등 삼사와 의금부에서 일제히 나서서 탄핵, "왕자를 치료한 것은 의관으로서 당연히 해야 할 일이고 비록 공이 있다 해도 의관에게 당상의 가자를 내린다는 것은 있을 수 없으므로 취소할 것"을 왕에게 여러 번 간청했으나 선조는 이를 거부했다.

### 임진왜란 이후
1592년(선조 25년)에 임진왜란이 일어나 선조가 의주까지 피신하는 사태가 벌어졌다. 선조를 호종하여 그의 건강을 돌본 공로로 허준은 뒷날 공신의 대열에 끼게 된다. 1596년 왕세자 광해군의 병을 맡게되어 이를 고친 공로로 허준은 정2품하계 자헌대부로 가자되고 김응탁(金應鐸)·정예남(鄭禮男)은 승급되었다. 이어 허준은 정2품상계 정헌대부와 중추부의 정2품 지중추부사에 올랐다. 그가 정헌대부에 오르자 즉시 삼사의 간원들이 나서서 탄핵, 의관들의 가자를 취소할 것을 청했으나 선조가 "공로가 있는 자들이다"라고 하여 듣지 않았다.
1595년(선조 28년) 왕이 별전편방에 나와 침치료를 시술하였다. 이때 내의원(약방이라는 별칭으로도 불림) 도제조 김응남, 제조 홍진, 부제조 오억령 등이 참여하였다. 1596년 이후 허준은 유의 정작(鄭碏)과 태의 양예수·김응택·이명원(李明源)·정예남 등과 편국을 설치하고 의서를 편찬, 요점을 잡아가는 시점에 97년 정유재란이 일어나 의관들이 흩어져 작업은 자연히 중지되었다. 이에 선조가 허준을 다시 불러 허준 혼자 책임지고 새로운 의서를 만들라고 하면서 내장방서 500권을 내어주며 참고하도록 조치했다.
1600년(선조 33년) 정2품 지중추부사를 겸직하던 수의(실직으로서 내의원의 최고서열) 양예수가 병사함에 따라 허준이 내의원 최선임자로 수의가 되었다. 1604년 임진왜란 당시 어가 호종의 공로로 호성공신 3등에 오르게 되고, 이때 의관으로서는 처음으로 정1품 양평부원군에 올랐으나, 대간들의 반대로 인해 종1품 양평군(陽平君) 강격되었다. 군(君)은 왕의 서자나 당상(堂上)의 위계에게 주어지는 부군(府君)의 관작을 말한다. 종1품상계인 숭록대부(崇祿大夫)에 올랐다가 1606년 이어 왕실의 병을 다스린 공로로 정1품하계인 보국숭록대부(輔國崇祿大夫)로 가자되었으나, 보국숭록대부는 당상관의 문관이 받는 위계라는 이유로 또 한 번 대간들의 반대를 불러 백지화되었다. 1607년에는 임금의 병이 위중하고 잘 낫지 않았는데 이것은 허준이 약을 잘못 썼기 때문이라 하여 연일 조정에서 수의 허준을 벌주어야 된다는 여론이 강했으나 선조가 벌을 주기보다 의술을 다하게 해야 한다며 무마시켰다.

### 유배와 말년
1608년 음력 2월 선조가 병세가 급박하다가 갑자기 사망하게 되자 종래의 예에 따라 조정 신하들의 갖가지 책임 추궁을 당한 끝에 결국 3월 17일 파직당하고 공암(孔巖)으로 문외출송되었다. 문외출송(門外黜送)이란 유배의 일종으로, 죄를 지은 사람을 한성부의 사대문 밖, 곧 지방으로 추방하는 형벌이었다. 광해군은 허준을 빠른 시일내에 복귀시키려 하였으나 삼사의 반발로 무산되었다. 그러나 허준은 이런 와중에도 이미 1596년부터 왕명으로 편찬하고 있던 1610년(광해군 2년) 당시의 모든 의학 지식을 망라한 임상의학 백과사전인 《동의보감》을 15년여의 연구 끝에 편술을 계속, 1609년 11월 22일 광해군이 석방 명령을 내릴 때까지도 계속 집필하였다.
《동의보감》은 조선 한방 의학의 발전에 큰 영향을 미쳤을 뿐만 아니라, 18세기에는 일본과 청나라에서도 간행될 만큼 높이 평가되었으며, 지금도 여러 나라에서 번역 출판되고 있다. 《동의보감》을 광해군에게 바친 이후 그 해 음력 11월 22일(양력 1611년 1월 5일) 귀양이 풀리고 신원(伸冤)되어 내의원에 복직하였다. 그 뒤 허준은 후진 양성과 의서 편찬 및 의서 수리 등을 맡다가, 1615년 음력 8월 17일(양력 10월 9일)에 77세를 일기로 세상을 떠났다. 그러나 다른 설에는 일본인 쓰기무라(三木榮)의 《조선의사연표 (朝鮮醫事年表)》 p.337에는 허준이 1615년 8월 17일에 사망했다는 설을 제기하기도 했다.
1615년 11월 광해군은 허준의 관작을 그의 생전에 보류되었던 보국숭록대부(輔國崇祿大夫, 정1품 하계) 양평부원군으로 추증하였다.

### 사후
허준의 고향인 경기도 파주시 진동면 하포리의 민간인통제구역(DMZ) 안에 허준과 부인 안동 김씨 그리고 생모의 묘소가 위치해 있다. 이 묘소는 6.25전쟁 이후 방치되어 있다가 1991년 9월 27일 군사 협조 아래 서지학 및 회화사학자 이양재의 조사활동으로 다시 발견되어, 9월 31일 KBS 취재진과 허준선생기념 사업회 창립준비위원회 임원들에게 처음 공개되었으며 이후 재정비되었다. 인근에는 허준의 8대손 허규의 묘소까지 소재해 있다. 1992년 6월 5일 경기도의 기념물 제128호 《허준묘》로 지정되었고, 2006년 5월 군사안보 관광 구역으로 공개되었다.
서울 강서구 가양동에는 그를 기리기 위한 공원인 구암공원이 조성되어 있다.

## 가족 관계
- 증조부 : 허지(許芝) - 영월공
- 조부 : 허곤(許琨) 
  - 아버지 : 허륜(許碖) - 용천부사
  - 적모 : 해평윤씨(海平尹氏)
    - 이복형 : 허옥(許沃)

  - 생모 : 영광 김씨(靈光金氏) - 김욱짐(金郁瑊)의 딸
    - 동복아우 : 허징(許徵)
    - 제수 : 광주노씨(光州盧氏) - 영의정 노수신(盧守愼)의 딸
    - 부인 : 정경부인 안동김씨(安東金氏)
      - 아들 : 허겸(許謙)

  - 서모 : 일직손씨(一直孫氏)

## 평가
허준이 주치의로서 모셨던 선조는 그를 가리켜 "제서(諸書)에 널리 통달하여 약을 쓰는 데에 노련하다." 라고 평가한 바 있으며, 조선 중기의 학자 이수광은 "허준이 저미고란 약으로 많은 사람들의 두창을 고쳤으며, 근래에 양예수, 허준, 박제가, 손사명, 안덕수 등이 의원으로 이름이 있을 뿐이다." 라고 평가했다.
일본에서는 그를 가리켜 “한국행림(韓國杏林) 편창(扁倉)”, 즉 한국에 나타난 편작·창공이라 칭하였고, 중국에서는 “천하(天下)의 보(寶)를 만든 사람”이라며 칭송하였다.

## 오해
TV 드라마에 허준이 유의태라는 인물로부터 의술을 배웠다고 알려졌지만, 실존인물 유이태를 유의태로 각색한 캐릭터일 뿐이다. 유이태는 산청군 생초면 출신의 명의로 『마진편』·『인서문견록』·『실험단방』 등을 저술한 조선후기 의관이다. 허준보다 100년 뒤에 활동한 유이태는 허준의 후배 또는 제자라 할 수 있다. 또 드라마엔 허준이 평안도 용천에서 태어나 경남 산음(산청) 자란 것으로 돼 있지만, 실제론 경기도 양천에서 출생했다고 한다. 각종 기록에 '양천인(陽川人)'이라고 적혀 있으며 선조로부터 양평군(陽平君)이란 품계를 받은 것을 근거로 들었다.

## 논란

### 출생 시기 논란
오늘날 허준의 출생 연도를 1539년으로 인정하고 있으나, 1991년까지는 양천허씨종친회의 족보에 기재된 1546년 출생이었다는 설이 지배적이었다. 같은 해 이양재가 허준의 묘소를 발견한 이후부터 차츰 허준의 출생 연도에 관한 여러 학설이 제기되기 시작했다. 당대 관찬 서적을 제외한 여러 서적에서 1546년(명종 2년), 1547년(명종 3년) 등으로 출생년도에 대한 기록이 모두 달랐기 때문이다.
가장 처음 허준의 출생 연도에 대한 이의를 제기한 사람은 이양재 교수로, 이후 이양재를 위시한 사학자들이 1999년에 조선 중기의 의례 서적 중 하나인 《태평회맹도》에 그의 출생 연도가 기해년(己亥年), 즉 1539년(중종 34년)생이라는 기록이 발견되고, 같은 시대를 살았던 문장가 최립(崔笠)의 문집(文集) 《간이집(簡易集)》에서, 최립이 자신의 친구 허준이 의주로 귀양가게 되던 1608년경의 일을 기록하면서, 허준이 자신과 동갑내기인 1539년생이라는 것을 언급한 사실을 밝혀냈다. 이 기록은 하나의 시문으로 실려 있었는데, 그 제목은 “내 동갑내기 친구 태의 양평군 허준이 의주에서 조정으로 돌아오는 데에 부쳐”라는 의미의 《贈送同庚大醫許陽平君還朝自義州(증송동경 대의 허양평군 환조자의주)》이다.
또한 서울특별시 강서구에 위치한 허준박물관에 보관되어 있는 내의원 명부인 《내의선생안(內醫先生案)》에는 허준의 출생연도가 1537년 정유년(丁酉年)이라고 기록되어 있다. 허준박물관의 김쾌정 관장은 당시 내의원의 기록이 태평회맹도의 기록보다 더 정확할 것이라는 견해를 밝힌 바 있다. 《내의선생안》은 1605년에 저술된 명부로 허준이 직접 서문을 달았으며, 허준의 선계(아버지 론, 조부 곤, 증조부 지) 직계가 실려있다. 또한 허준의 향년(享年)이 77세라고 기록하고 있다. 《태의원선생안》에서도 역시 허준의 출생연도를 1537년 정유년으로 밝히고 있다. 하지만 허준이 1537년생이라면 1615년에 숨을 거둘 당시 그의 나이는 79세여야 하므로 이는 《내의선생안》의 기록과는 다르다.

### 허준 서출 관련 논란
양천허씨족보에서는 허준을 서자로 기록해 놓고 있다. 그리고 대부분의 사람들이 허준의 생모가 허론의 첩인 일직 손씨라고 알고 있다. 그러나 허준의 생는 사실 허론의 재취부인 영광 김씨이다. ×
허준을 내의원에 천거한 미암 유희춘의 일기 《미암일기》에 따르면 김시흡이라는 인물을 거론하며 허준의 외삼촌이라는 기록을 남기고 있다. 여기에서 서간학자 이양재는 김시흡의 기술을 “적(嫡) 외삼촌”이라고 기록한 것에 (:>>)의거하여, 허론의 재취부인 영광 김씨도 서녀로서, 허준은 서자라고 주장했다. 그러나 적(嫡)이라는 표현은 허준의 생모인 영광 김씨에게 동복남매의 남자 형제 말고도 서자 남자형제가 있었다는 의미로도 생각할 수 있기 때문에 이것만으로는 허준이 서자였다는 사실을 입증할 수는 없다. 또한, 허준의 동복동생으로 알려진 허징은 1586년에 문과 알성시 병과에 급제하여 그 이름과 부모관계가 당시의 기록인 국조방목에 남아 있다. 서자는 문과, 즉 대과를 볼 수 없었기 때문에 이 부분이야말로 허준의 생모 영광 김씨가 적실 소생이며, 허준(許浚)과 허징(許澂) 형제 역시 서자가 아니라는 주장이 가능하다.(문과방복에 허징을 검색해보면 문과에 급제한건 맞으나 따로 서자라고 표시되어있다. 조선시대엔 서자도 문과를 볼 수 있었다. 올라갈수있는 품계가 제한되어있었을뿐) 허준이 1573년에 이미 정3품 내의원정을 지냈다는 기록이 남아있고 1575년에 선조의 어의로 임명되었으므로, 허징이 과거를 치렀던 1586년 시점에는 이미 그 어머니와 허준의 동복동생인 허징 또한 중인 출신이 아닌 반가의 혈족으로 인정받았을 것으로 볼 수도 있지만, 허준이 실제로 당상관 반열에 오른 것은 1590년경의 일로 허징이 과거에 급제한 1586년보다 4년 뒤의 일이기 때문에 이 대목은 아직도 수수께끼로 남아 있다.

### 의관 출사 이전 한의사 교습 관련 여부 논란
앞서 언급한 사안처럼 소설을 비롯하여 민간 전승에서는 그가 경상도 산음현의 전설적 의사인 유의태(柳義泰)라는 인물에게서 의술을 배운 것으로 알려졌지만 유의태 그가 숙종 치세기의 한의사라는 설이 있거나 혹은 실존 여부 확인이 불가능하여 만약에 유의태 그가 숙종 치세기의 한의사라 하더라도 그의 스승이 될 수 없고 그와 비슷한 동명이인인 한의사 유이태(劉以泰, 또는 劉爾泰)는 정조 치세기의 한의사로 또한 그의 스승이 될 수가 없다.

### 허준 초상화 관련 논란
허준은 임진왜란 때의 공신이었 으므로 조정에서는 초상화가 작성되었다. 그러나 실전되어 전하지 않는다. 허준의 실제 초상화로 추정되던 작품 또는 허준의 초상화로 전하던 작품이 1980년 초 양천허씨대종회에 입수되었다. 그러나 당시 미술인협회의 임원인 한의사 모 씨가 초상화에 허준이라 써 있지가 않았으니 가짜라고 하였다. 이 초상화는 뒤에 행방이 사라졌고, 사진이 전한다.
그려진 연대를 정확히 알 수 없으나 1900년대 이전 누군가 허준을 상상하여 그린 상상 초상화가 전했으나 역시 사라지고 전하지 않는다. 현재의 허준 표준초상화는 철종의 어진 복원에 참여한 최광수가 그린 상상화이다. 허준의 초상화로 전하는 초상화 중 하나는 2001년 신동원이 낸 책 《조선사람 허준》에 수록되어 있다.
허준의 외모를 묘사한 것은 선조의 서녀 정안옹주의 남편인 분서 박미(汾西 朴瀰)인데, 분서집에 허준의 외모에 대해 남긴 평으로는 허준은 비택(肥澤)하여 불교승려 모습과 흡사했고, 늘 입을 열면 옅은 미소를 지었다고 한다.

### 허준의 후손 관련 논란
허준에게는 외아들 허겸(許謙)이 있었다. 허겸은 문과에 급제하여 부사를 거쳐 이후 파릉군(巴陵君)에 봉작받았다. 이후 19대 숙종 때에는 그의 증손자 허진(許瑱)이 파춘군(巴春君)의 작호를 받았으며, 허진의 아들이자 허준의 고손자인 허육(許堉)은 양흥군(陽興君)의 작호를 받았다. 허육의 아들이자 허준의 5대손인 허선(許銑)은 21대 영조때에 양원군(陽原君)에 올랐으며, 허선의 아들로 허준의 6대손인 허흡(許潝) 역시 영조 때 양은군(陽恩君)에 봉작받았다. 이렇게 누대에 걸쳐 후손들이 조정의 관직을 역임했으며, 선대가 살던 경기도 장단군 우근리(현재 경기도 파주시)에 대대로 거주했다. 이후 조선 후기에 허준의 10대손 허도(許堵 / 1827~1884)가 황해도 해주로 이주했으며, 13대 종손 허형욱(許亨旭 / 1924년생)이 1945년까지 그 곳에서 살았다.
이후 그의 직계 종손은 현재까지 북한에서 살고 있으며, 현재 남한의 양천 허씨 중 허준의 후손을 자칭하는 사람들은 사실 허준의 진짜 후손이 아니라는 사실을 양천허씨종친회에서 직접 밝히기도 했다.

## 주요 저서
- 벽역신방(辟疫神方)
- 신찬벽온방(新纂辟瘟方)
- 언해구급방(諺解救急方)
- 언해두창집요(諺解痘瘡集要)
- 언해태산집요(諺解胎産集要)
- 맥결집성(脈訣集成)
- 찬도방론맥결집성(纂圖方論脈訣集成)
- 동의보감(東醫寶鑑)

## 문화에 나타난 허준

### 드라마
- 《집념》 (MBC, 1975년, 배우: 김무생)
- 《동의보감》 (MBC, 1991년, 배우: 서인석)
- 《허준》 (MBC, 1999년~2000년, 배우: 전광렬, 백성현)
- 《왕의 여자》 (SBS, 2003년~2004년, 배우: 최병학)
- 《향단전》 (MBC, 2007년, 배우: 임현식)
- 《구암 허준》 (MBC, 2013년, 배우: 김주혁, 강한별)
- 《별에서 온 그대》 (SBS, 2013년~2014년, 배우: 박영규)
- 《마녀보감》 (JTBC, 2016년, 배우: 윤시윤, 김갑수)
- 《명불허전》 (tvN, 2017년, 배우: 엄효섭)
- 《명의 허준》（2026년, 배우: 류이호）

### 영화
- 《집념》 (1976년, 배우: 이순재)

### 기타
- 허준의 이름을 따서 소행성 72059에는 ‘허준(Heojun)’이란 이름이 붙어 있다.
- 서울 강서구는 허준 선생을 따서 허준로라는 도로명을 붙였다.
- 서울 강서구 허준로에는 허준박물관이 있다.

## 같이 보기
- 내의원
- 유희춘
- 유의태
- 양예수
- 김응남
- 이희헌
- 허징
- 노수신
- 오억량
- 유이태(劉以泰, 또는 劉爾泰)

## 참고 자료
- 네이버 캐스트 : 오늘의 인물 - 허준
- 신동원, 《조선사람 허준》 (한겨레신문사, 2001)
- 허준박물관
- 허준에 대한 정보
- 전통적인 한국 의학 정보
- 허준 DVD